# Georgi Dimitrov (futebolista)
Georgi Georgiev Dimitrov (Gledachovo, 14 de janeiro de 1959 – 8 de maio de 2021) foi um futebolista búlgaro que atuou como defensor.

## Carreira
Dimitrov jogou no CSKA Sófia, com o qual conquistou quatro campeonatos nacionais e duas Copas da Bulgária. Em 1985, foi considerado o futebolista búlgaro do ano.
Fez parte do elenco da seleção nacional na Copa do Mundo de 1986 

## Morte
Dimitrov morreu em 8 de maio de 2021, aos 62 anos de idade.